# (19535) Rowanatkinson
(19535) Rowanatkinson ist ein Asteroid des Hauptgürtels, der am 24. April 1999 vom australischen Amateurastronomen John Broughton an seinem privaten Reedy-Creek-Observatorium (IAU-Code 428) in Queensland, Australien entdeckt wurde.
Der Asteroid wurde nach dem britischen Komiker und Schauspieler Rowan Atkinson (* 1955) benannt, der vor allem durch seine Paraderolle des Mr. Bean bekannt wurde.